# تپه عالم
تپه عالم مربوط به دوران پیش از تاریخ ایران باستان است و در شهرستان فریمان، بخش قلندر آباد، روستای سیاه سنگ واقع شده و این اثر در تاریخ ۱۷ مرداد ۱۳۸۳ با شمارهٔ ثبت ۱۱۰۲۵ به‌عنوان یکی از آثار ملی ایران به ثبت رسیده است.